# Adriano Luz

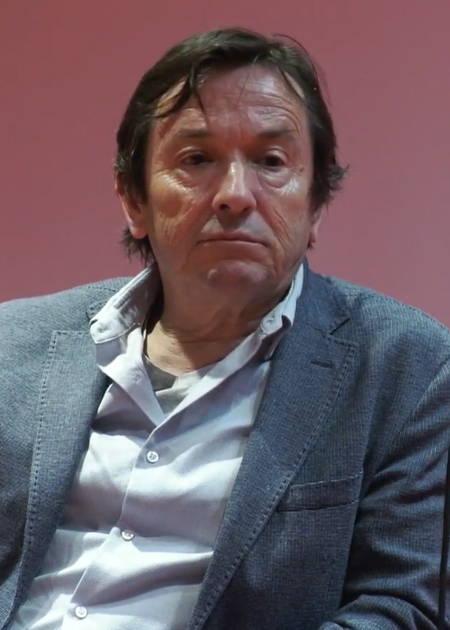
Adriano Luz (2019)

Adriano Manuel Vieira da Luz (* 9. April 1959 in Porto) ist ein portugiesischer Schauspieler und Theaterregisseur.

## Leben
Als Jugendlicher wirkte er in Hintergrundchören bei Schallplattenaufnahmen der Grupo de Acção Cultural (GUC) mit, einer emanzipatorischen Musik- und Kulturgruppe in den Jahren nach der Nelkenrevolution 1974. Später begann er ein Studium an der Ingenieurwissenschaftliche Fakultät der Universität Porto. Dort belegte er nebenbei auch einen Kurs bei João Mota am Theater der Universität. Es folgte eine Einladung an das Teatro da Comuna in Lissabon. Danach brach er sein Ingenieursstudium ab und widmete sich ganz dem Schauspiel.
Erstmals als Berufsschauspieler stand Luz 1982 auf der Bühne, im Stück A Viagem von Helder Costa, inszeniert von João Mota. Nach einer Reihe Rollen im Comuna, sämtlich von Mota inszeniert, ging Luz 1983/84 für zwei Stücke an das Teatro Experimental de Leiria (Sławomir Mrożeks No Alto Mar (dt. Auf hoher See) und António José da Silvas A Vida do Grande Don Quijote de La Mancha e do Gordo Sancho Pança).
Später wurde er Teil des Novo Grupo-Ensembles am Teatro Aberto in Lissabon. Erstmals stand er dort 1986 auf der Bühne, in Norberto Barrocas Inszenierung von Ben Jonsons Volpone. 1987 folgten Tschechows O Jardim das Cerejas („Der Kirschgarten“, inszeniert von João Lourenço) und Saramagos A Segunda Vida de Francisco de Assis („Das zweite Leben des Franz von Assisi“, inszeniert von Norberto Barroca), bevor er erstmals in Komödien spielte, in zwei Stücken von Fernando Gomes (Metro-Cabaret 1987 am Teatro Século und Como é Diferente o Amor em Portugal 1989 am Teatro da Comuna). 
1989 wurde er in das Ensemble des Teatro da Cornucópia eingeladen, dem renommierten Theater von Luís Miguel Cintra und Jorge Silva Melo. In den Folgejahren entwickelte sich Adriano Luz dort zu einem strukturierten Charakterdarsteller. Neben dem Cornucópia stand er auch vereinzelt in anderen Theatern auf der Bühne, etwa 1991 in João Canijos Inszenierung von Eugene O’Neills Confissão ao Luar am Teatro Malaposta, oder 1994 in Sartres As Troianas im Pequeno Auditório des Centro Cultural de Belém. 1995 wirkte er als Schauspieler und Co-Regisseur an der ungewöhnlichen, in 13 Folgen aufgeführten und vom öffentlich-rechtlichen Fernsehsender RTP übertragenen Inszenierung von Camilo Castelo Brancos 1854 geschriebenen Mistérios de Lisboa mit.
Es folgten weitere Theaterstücke, doch richtete Luz ab 1996 sein Augenmerk verstärkt auf das Fernsehen. Dort trat er seither in Sitcoms, Fernsehfilmen und später auch Fernsehserien und Telenovelas auf. In der Folge wurde er einem breiten Publikum bekannt. Auch Theater spielte er im Fernsehen, etwa 1998 in Karl Valentins No Fotógrafo (Im Photoatelier). Abseits der Kameras spielte er nun seltener, und erst 2001 inszenierte er selbst wieder, Luisa Costa Gomes’ Stück O Último a Rir am Teatro Villaret.
Parallel zu seiner Entwicklung erst als Theater- und dann als Fernsehschauspieler war er immer wieder auch in Werken des Portugiesischen Films zu sehen. Zunehmend auch in internationalen Produktionen ist Luz zu sehen seit seiner Rolle als Pater Dinis in Die Geheimnisse von Lissabon, Raúl Ruiz’ Verfilmung aus dem Jahr 2010 von Camilo Castelo Brancos Mistérios de Lisboa (den Stoff hatte Luz bereits 1995 in einer innovativen Theater-Fernsehserie gespielt und mit-inszeniert). So spielte er in Bille August erfolgreichem Nachtzug nach Lissabon den brutalen Geheimdienstoffizier Mendes.
Adriano Luz ist seit Mitte der 1990er Jahre mit der Schauspielerin und Synchronsprecherin Carla de Sá (* 1975) verheiratet. Das Paar hat zwei Söhne, Afonso (* 1996) und Salvador (* 2005).

## Filmografie

### Spielfilme (Auswahl)
- 1990: Filha da Mãe; R: João Canijo
- 1991: Am Ende einer Kindheit; R: Teresa Villaverde
- 1998: Sapatos Pretos; R: João Canijo
- 1998: Tráfico; R: João Botelho
- 2000: Tarde Demais; R: José Nascimento
- 2001: Sie haben meinen Sohn getötet!; R: João Canijo
- 2001: Camarate; R: Luís Filipe Rocha
- 2002: O Rapaz do Trapézio Voador; R: Fernando Matos Silva
- 2004: Es war einmal in Afrika; R: Margarida Cardoso
- 2005: O Fatalista; R: João Botelho
- 2005: Até Amanhã, Camaradas; R: Joaquim Leitão
- 2006: Coisa Ruim; R: Tiago Guedes, Frederico Serra
- 2007: dot.com; R: Luís Galvão Teles
- 2011: Demain?; R: Christine Laurent
- 2011: Die Geheimnisse von Lissabon; R: Raúl Ruiz
- 2012: Lines of Wellington – Sturm über Portugal; R: Valeria Sarmiento
- 2013: Quarta Divisão; R: Joaquim Leitão
- 2013: Nachtzug nach Lissabon; R: Bille August
- 2014: Yvone Kane; R: Margarida Cardoso
- 2014: Os Maias: Cenas da Vida Romântica; R: João Botelho
- 2015: 1001 Nacht, Teil 1: Der Ruhelose; R: Miguel Gomes
- 2015: 1001 Nacht, Teil 2: Der Verzweifelte; R: Miguel Gomes
- 2016: São Jorge; R: Marco Martins
- 2018: Raiva; R: Sérgio Tréfaut
- 2022: Campo de Sangue; R: João Mário Grilo

### Fernsehserien (Auswahl)
- 1987–1989: Duarte & C.a.
- 1989: Sesamstraße (Portugal)
- 1990: Alentejo Sem Lei
- 1995–1996: A Mulher do Sr. Ministro
- 1998–1999: Débora
- 2000: A Raia dos Medos
- 2002: Sociedade Anónima
- 2002: Fúria de Viver
- 2004: A Ferreirinha
- 2006–2007: Tempo de Viver
- 2007: Nome de Código: Sintra
- 2007: Ílha dos Amores
- 2009: Equador
- 2009–2010: Sentimentos
- 2010–2011: Espírito Indomável
- 2011–2012: Remédio Santo
- 2013–2014: Destinos Cruzados
- 2015: Os Maias
- 2015–2016: Poderosas
- 2017–2018: Paixão
- 2020–2021: Conta-me Como Foi
- 2022: Sangue Oculto
- 2022: Cuba Libre